# Zaliv Saryshiganak
Zaliv Saryshiganak (kazakiska: Saryshyghanaq Shyghanaghy) är en vik i Kazakstan.   Den ligger i oblystet Qyzylorda, i den centrala delen av landet, 900 km sydväst om huvudstaden Astana.